# 아이슬란드의 국장

아이슬란드의 국장

아이슬란드의 대통령 문장

아이슬란드의 국장은 1944년 6월 17일에 제정되었다. 국장 가운데에는 세로 방향으로 그려진 아이슬란드의 국기 문양의 방패가 그려져 있으며 방패 아래에는 용암이 그려져 있다.
용암 위에는 황소, 그리핀, 드래곤, 거인이 그려져 있는데 황소, 그리핀, 용, 거인은 아이슬란드의 네 지역의 수호신 역할을 한다. 황소는 아이슬란드의 남서부 지역의 수호신, 그리핀은 아이슬란드의 북서부 지역의 수호신이며 용은 아이슬란드의 북동부 지역의 수호신, 거인은 아이슬란드의 남동부 지역의 수호신이다.

## 역대 국장

아이슬란드 왕국의 국장 (1919년 ~ 1944년)

## 같이 보기
- 아이슬란드의 국기
- 덴마크의 국기